# Puente Kilombero
El Puente Kilombero (en suajili: Daraja la Kilombero; en inglés: Kilombero Bridge) es un puente que se construye en el país africano de Tanzania. Se espera que cuando se termine unirá las localidades de Ifakara y Mahenge. Los trabajos de construcción comenzaron en noviembre de 2012 y está proyectado completarlos en 2014.